# 애서튼국제외국인학교
애서튼국제외국인학교(Atherton International School)는 경상남도 거제시에 있으며, 경상남도교육청에서 외국인학교로서 정식인가 받은 거제 관내의 유일한 학교이다.

## 연혁
- 1985년: 학교 설립 운영
- 1997년: 대우외국인학교 개교 (교육부 인가)
- 2002년: 옥포국제학교 개교 (경상남도교육청 인가, 유아/유치/초등부 운영)
- 2005년: 중등부 신설
- 2013년: 거제국제외국인학교 교명 변경
- 2014년: 학교 신축 이전
- 2019년: 고등부 신설
- 2022년: 애서튼국제외국인학교로 교명 변경